# Oenopotinae
Oenopotinae là một Phân họ ốc biển, là động vật thân mềm chân bụng sống ở biển trong họ Conidae.

## Chi
Họ này có các chi sau:
- Curtitoma Bartsch, 1941
- Granotoma Bartsch, 1941
- Lorabela Powell, 1951
- Nematoma Bartsch, 1941
- Obesotoma Bartsch, 1941
- Oenopota Mörch, 1852
- Oenopotella A. Sysoev, 1988
- Propebela Iredale, 1918
- Venustoma Bartsch, 1941